# Julius Constantius
Flavius Julius Constantius, död i september 337 i Konstantinopel, var son till den västromerske kejsaren Constantius I Chlorus och dennes andra hustru Flavia Maximiana Theodora. Halvbror till Konstantin den store.
Julius Constantius var ett barn (eller möjligen en tonåring) då hans far avled 25 juli 306. Hans tros, liksom sin bror Flavius Dalmatius, ha tillbringat större delen av 300-talets första tre decennier i en sorts husarrest i Tolosa (Toulouse) i Gallien samt i Korinth på order av Konstantin.
Han äktade först Galla, syster till både Vulcacius Rufius och Neratius Cerealis och fick med henne tre barn: Constantius Gallus (325/326-354), en son (mördad 337) och en dotter (gemål till Julius Constantius brorson Constantius II).
Han fick med sin andra hustru, Basilina, dotter till Caeionius Camenius, endast sonen Julianus Apostata (331/332-363). Basilina dog några månader efter födseln.
Konstantin hedrade sin halvbror genom att utse honom till patricius och därefter konsul 335. Då Konstantin dog 22 maj 337, kunde Julius Constantius göra anspråk på tronen varför han och de flesta av hans manliga släktingar mördades några månader efter Konstantins död. Fem manliga tronpretendenter överlevde utrensningarna: Julius Constantius tre brorsöner (och sedermera kejsare) Constantius II, Constantius III och Constans och hans två egna söner Julianus och Gallus. Man har antagit att mordet på Julius Constantius beordrades av Constantius II.